# فروشگاه اپلیکیشن

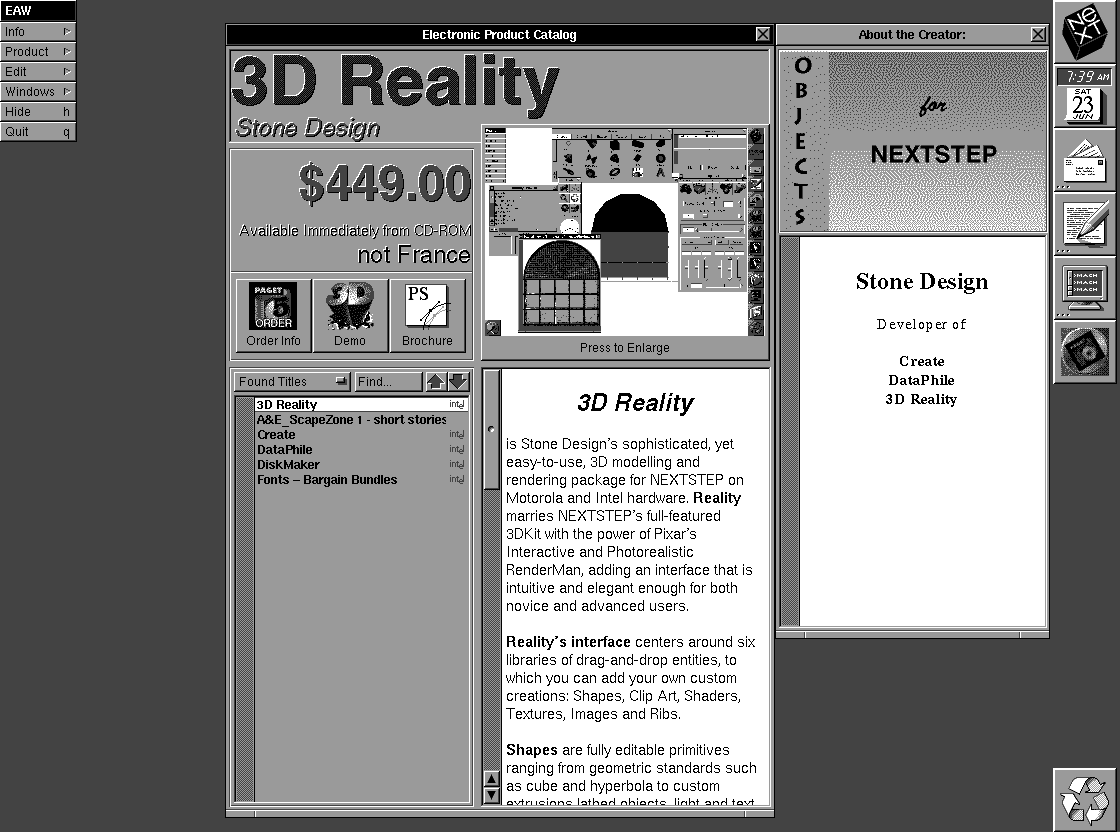
نمایی از 3DReality به عنوان اولین اپ‌استور

اپ‌استور App Store یا فروشگاه اپلیکیشن گونه‌ای از بسترهای توزیع برنامه‌های کاربردی موبایل است. نرم‌افزارها مجموعه خاصی از کارکردها را عرضه می‌کنند که بر اساس تعریف شامل راه‌اندازی خود رایانه نمی‌شود. برنامه‌های کاربردی طوری طراحی شده‌اند که روی ابزارهای خاصی کارکنند و برای سیستم عامل‌های خاصی نوشته شده‌اند (مانند آی او اس، مک، ویندوز یا اندروید. نرم‌افزار خانه در راهبرد رایانش ابری کشورها یک جزء مهم به‌شمار می‌آید و کشورها تلاش می‌کنند که با ایجاد و راه‌اندازی نرم‌افزار خانه‌ها راه‌های ارزان تری برای تهیه نرم‌افزارهای مورد نیاز بخش دولتی ایجاد کنند و در عین حال بر مشکلات ناشی از عدم هماهنگی میان نرم‌افزارهای بخش دولتی فائق بیایند.